# روديسيا الجنوبية في الحرب العالمية الأولى
حين أعلنت المملكة المتحدة الحرب على ألمانيا في بداية الحرب العالمية الأولى في شهر أغسطس من عام 1914، تلقى مجتمع المستوطنين في روديسيا الجنوبية، التي كانت في تلك الآونة تحت إدارة شركة جنوب أفريقيا البريطانية، تلك الأنباء بحماسة وطنية كبيرة. أرسل مدير الشركة، السير ويليام ميلتون، برقية إلى الحكومة البريطانية تقول «روديسيا بأكملها ... مستعدة لأداء واجبها». على الرغم من دعمها لبريطانيا، كانت لدى الشركة مخاوف حول العواقب المادية الممكنة على أراضيها المستأجرة في حال قامت بالتزامات مباشرة تجاه مجهود الحرب، ولا سيما في البداية، وهكذا كانت مساهمة المستعمرة في الحرب بمعظمها مساهمة فردانية من قبل روديسيين جنوبيين، لا فقط أولئك الذين تطوعوا للقتال في الخارج، بل أيضًا أولئك الذين بقوا في الوطن وجمعوا تمويلًا للتبرع بالطعام والمعدات والمؤن الأخرى.
في أعقاب اندلاع الحرب، دفعت الأحزاب الروديسية الجنوبية البيضاء تكاليف نقلها إلى إنجلترا للانضمام إلى الجيش البريطاني. وجند معظم الروديسيين الجنوبيين الذين خدموا في الحرب بهذه الطريقة وحاربوا على الجبهة الغربية، وشاركوا في العديد من المعارك الكبرى مع تشكيل من الوحدات البريطانية والجنوب أفريقية والوحدات الاستعمارية الأخرى، كان أشهرها فيلق البندقية الملكية للملك، الذي جند مئات الرجال من المستعمرة وأنشأ فصيلًا روديسيًا متجانسًا. واشتهر جنود روديسيا الجنوبية على الجبهة الغربية بدقتهم في الرمي التي كانت نتيجة لأسلوب حياتهم الذي كانوا يعيشون وفقه على الجبهة. وخدم بعض رجال المستعمرة في الفيلق الجوي الملكي، الذي كان أحد سلفي سلاح الجو الملكي. وخدمت كتيبة روديسيا وكتيبة روديسيا الأصلية وشرطة جنوب أفريقيا البريطانية على المسرح الأفريقي للصراع، وساهمت في حملتي جنوب غرب أفريقيا وشرق أفريقيا.
على الرغم من أنها كانت واحدة من أراضي الصراع القليلة التي لم تحشد محاربين من خلال التجنيد الإجباري يتناسبون مع عدد السكان البيض، ساهمت روديسيا الجنوبية بقوى عاملة في مجهود الحرب البريطاني أكثر مما ساهمت بريطانيا نفسها في ذلك. بلغ عدد الجنود البيض 5716، نحو 40% من الرجال البيض في المستعمرة، لم يخدم منهم كضباط سوى 1720. جندت كتيبة روديسيا الأصلية 2507 جنديًا أسودًا، كان نحو 30 مجندًا أسودًا منهم يقومون بأعمال استطلاع لكتيبة روديسيا، وخدم نحو 350 في الوحدات البريطانية والجنوب أفريقية. قتل ما يزيد عن 800 روديسي جنوبي من كافة الأعراق في الخدمة الميدانية خلال الحرب، وأصيب عدد أكبر إصابات بالغة.
أصبحت مساهمات الإقليم خلال الحرب العالمية الأولى مدخلًا رئيسيًا لتواريخ عديدة للمستعمرة، ومبعثًا عظيمًا لفخر الجماعة البيضاء، وأيضًا بعض الروديسيين البيض. ولعبت دورًا في قرارات الحكومة البريطانية في منح حكم ذاتي في عام 1923، وبقي دورها بارزًا في الوعي الوطني لعقود. أعلنت الحكومة الاستعمارية بشكل أحادي استقلال روديسيا عن بريطانيا في عام 1965 في يوم الهدنة، 11 نوفمبر، ووقعت على الإعلان عند الساعة 11 حسب التوقيت المحلي. ومنذ إعادة تأسيس الإقليم والاعتراف باستقلاله باسم زيمبابوي في عام 1980، أزالت الحكومة العديد من الإشارات إلى الحرب، كالصروح والألواح التذكارية، من المشهد العام باعتبارها إياها آثارًا غير مرحب بها لحكم الأقلية البيضاء والاستعمار. ونسيت الذاكرة الثقافية الزيمبابوية إلى حد كبير الحرب العالمية الأولى.

## الخلفية
عند اندلاع الحرب العالمية الأولى (التي عرفت أيضًا بالحرب العظمى) كانت روديسيا الجنوبية تدار من قبل شركة جنوب أفريقيا البريطانية، التي كانت تسيطر عليها وعلى روديسيا الشمالية منذ استيلائها عليهما من خلال الدبلوماسية والغزو خلال التسعينيات من القرن التاسع عشر. بلغ تعداد السكان البيض في روديسيا الجنوبية 23,606 نسمة في عام 1911 (أقلية شكلت نسبة 3%)، في حين كانت روديسيا الشمالية تضم نحو 3000 مستوطنًا أبيضًا (أقل من 0.5%).
نظرًا إلى أن إيجار الشركة كان سينتهي في أواخر العام 1914، تركزت الأنظار العامة في روديسيا الجنوبية بمعظمها على هذه المسألة قبل اندلاع الحرب. انقسم المستوطنون بين أولئك الذين دعموا استمرار إدارة الشركة المرخصة وأولئك الذين أيدوا حكومة مسؤولة، وهو ما كان سيجعل روديسيا الجنوبية مستعمرة محكومة ذاتيًا ضمن الإمبراطورية البريطانية. وبقي هناك آخرون فضلوا دمج روديسيا الجنوبية باتحاد جنوب أفريقيا، الذي كان قد تشكل في عام 1910. مع اندلاع الحرب، جدد الميثاق 10 أعوام في مطلع العام 1915.
قبل العام 1914، كانت قوى الشرطة في روديسيا الجنوبية هي شرطة جنوب أفريقيا البريطانية، التي أنشئت للمرة الأولى في عام 1889 وأعيد تأسيسها في صيغة أكثر دوامًا في عام 1896. من الناحية النظرية كان التشكيل شبه العسكري هذا الذي ترقى إلى قوة مشاة الجيش القائم للبلاد أيضًا. وبتنظيمه على أسس عسكرية، خدم في حربي ماتابيلي الأولى والثانية في التسعينيات من القرن التاسع عشر، وشارك على الجبهة البريطانية في حرب البوير الثانية بين عامي 1899 و1902 (إلى جانب كتيبة روديسيا التي أنشئت خصيصًا لتلك الحرب)، وبحلول العام 1914 كان يتألف من 1150 جنديًا (بما فيهم الضباط). تواجدت قوات الاحتياط في صيغة متطوعي روديسيا الجنوبية، التي كانت قوة من الهواة البيض بالكامل بتعداد أولي بلغ 2000 جندي كان هدفها التعبئة ضد الانتفاضات المحلية. شكك قليلون في حماسة المتطوعين، غير أنهم لم يكونوا مدربين أو مجهزين بصورة شاملة، وعلى الرغم من أنهم ربما كانوا مفيدين في اشتباكات أدغال روديسيا، وافق معظم المراقبين أنهم لن يكونوا ندًا للجنود المحترفين في حرب تقليدية. وبكل الأحوال، كانت عقود تجنيد المتطوعين تلزمهم بخدمة محلية فقط.

## اندلاع الحرب

### الإعلان والاستقبال
حين أعلنت بريطانيا الحرب على ألمانيا عند الساعة 11 بتوقيت غرينيتش في 4 من شهر أغسطس من عام 1914، باتت مستعمرات الإمبراطورية البريطانية ودومينيوناتها أيضًا منخرطة في الحرب بصورة تلقائية. وصلت هذه الأخبار إلى عاصمة روديسيا الجنوبية سالزبوري خلال الليل. وفي الساعات الأولى من يوم 5 أغسطس، أرسل مدير الشركة ويليام ميلتون برقية إلى حكومة المملكة المتحدة: «لقد اتحدت روديسيا بأكملها في ولاء للملك والإمبراطورية وهي على استعداد للقيام بواجبها». وأعلن بصورة رسمية للجماهير بعد ساعات قليلة بأن روديسيا في حالة حرب. ونشرت صحيفتا روديسيا وبولاوايو كرونيكل عددين خاصين في اليوم نفسه لنشر ذلك الخبر، واستغرق الأمر نصف أسبوع لتصل الأخبار إلى كامل البلاد، إلا أن المظاهرات الجينغوية بدأت في البلدات الكبرى بشكل فوري تقريبًا.
وحسب وصف المؤرخ بيتر مكلوفلين، فإن مستوطني روديسيا الجنوبية «بدوا أكثر بريطانية من البريطانيين أنفسهم» في حماستهم الوطنية، وبذلك فإن العديد منهم أصابهم الإحباط إثر عدم انخراط الشركة على الفور بأي عمل حربي. وفي حين أنها أرسلت رسائل دعم إلى حكومة المملكة المتحدة، شعرت الشركة أنه لم يكن بوسعها حشد أي قوة عسكرية دون التفكير في عواقب ذلك على عملياتها الإدارية، إذ إنه من الناحية الإدارية كان من الممكن أن يؤدي ذلك إلى إفلاسها. وأمعنت إدارة الشركة في التفكير في مسألة من سيتحمل تكاليف الحرب: الشركة نفسها أم دافعي الضرائب الروديسيين أم الحكومة البريطانية؟
ومع امتلاء الصحف المحلية برسائل من القراء الذين كانوا يطالبون بحشد القوات الروديسية وإرسالها إلى أوروبا بأقصى سرعة ممكنة، حدت الإدارة مساهمتها الأولية بإرسال قسم من قوات شرطة جنوب أفريقيا البريطانية إلى جسر شلالات فيكتوريا للوقوف في وجه هجوم ألماني محتمل من جنوب غرب أفريقيا عبر قطاع كابريفي. في أوائل شهر سبتمبر، اتهمت رسالة ساخطة أرسلها الكولونيل راليغ غري، الذي كان أحد الشخصيات البارزة في الأعمال التجارية والسياسية والعسكرية المحلية، إلى صحيفة روديسيا هيرالد الشركة بالتسبب ب «وصمة عار على بلد بريطاني» بعدم القيام سوى بما هو قليل.

## قوات احتياط روديسيا
بعد أيام قليلة على بداية الحرب، شكلت الشركة المعتمدة قوات احتياط روديسيا، التي كانت تشكيلًا بدائيًا يهدف إلى استيعاب العديد من الرجال البيض الذين كانوا راغبين بالانضمام إلى الشرطة، وكذلك بهدف القيام بخطوة أولى نحو تنظيم ما قد يصبح لاحقًا قوة عسكرية. وشكل مواطنون بارزون وقادة منتخبون فصائلهم الخاصة، وجلب كل منهم 24 متطوعًا، وشكلت 3 أو 4 قوات من هذه القوات التي كانت تتألف من 25 رجلًا شركة.